# Пързалка
Пързалката, наричана и детска пързалка е съоръжение на детска площадка за игра.
Среща се също така в паркове, училища и задни дворове на къщи. Формата ѝ може да е плоска, цилиндрична, или на вълни. По-старите пързалки обикновено са метални, докато по-новите са изработени от пластмаса. Съществуват и каменни такива. Повърхността им е много гладка. Височината им варира, но не е повече от 2-3 метра.

## Начин на използване
Пързалките се използват предимно от малки деца, под 10-годишна възраст. Те се изкачват до върха на пързалката посредством стълби и сядат на нея, докато се държат с ръце отстрани, след което се спускат. Краката достигат земята първи, като приземяването обикновено е в пясък или друга мека повърхност, за да предотврати наранявания.

## Други видове пързалки

### Водна пързалка
Водната пързалка е пързалка, предназначена да работи с вода, която се подава по нея постоянно с помощта на помпа. Тя е много по-висока, по-голяма и с много повече завои от обикновената детска пързалка. Формата ѝ обикновена е цилиндрична, за да предотврати излитане от нея. На някои водни пързалки се сяда директно на повърхността, докато други използват гумени салове. Приводняването е в басейн с вода.

### Снежна (зимна) пързалка
Снежната пързалка е временно съоръжение за пързаляне с шейни. Може да се направи бързо и лесно на всеки наклон, на който е навалял достатъчно сняг. Понякога вместо шейни, може да се използва просто парче найлон. Пързалянето с шейни също така е спорт, при който състезателите се спускат по предварително направен улей.

### Ледена пързалка
Ледената пързалка е равна ледена повърхност за пързаляне със зимни кънки, по-радко с шейни. Може да бъде естествена или изкуствена. Естествените са на открито, в страни където става много студено през зимата и реки или езера замръзват. Тяхната повърхност тогава може да се използва за пързаляне. Изкуствените обикновено са в зала и не зависят от метеорологичното време. На тях се провеждат състезания по фигурно пързаляне или хокей.